# Estação Hidrelétrica de Medog
A Estação Hidrelétrica de Medog (em chinês:  墨脱水电站)  ou Estação Hidrelétrica de Motuo  é um projeto de barragem hidrelétrica de 60.000 megawatts (MW) em desenvolvimento no rio Yarlung Tsangpo na Região Autônoma do Tibete, China. Após a conclusão, ela se tornará a maior usina hidrelétrica do mundo, com uma capacidade anual de geração de energia prevista de 300 bilhões de quilowatts-hora — o triplo da Barragem das Três Gargantas. O governo chinês autorizou a construção da barragem em dezembro de 2024, com um investimento estimado superior a 1 trilhão de yuans (aproximadamente 137 bilhões de dólares).  O projeto deverá ser desenvolvido como uma instalação monofásica, com operações comerciais previstas para 2033. 

## Localização
A instalação está planejada para ser construída no Condado de Medog, na Prefeitura de Nyingtri, situada perto do estado fronteiriço indiano de Arunachal Pradesh. O local da barragem deverá ficar ao longo das seções mais baixas do Yarlung Tsangpo, que se origina nas regiões glaciais do Tibete ocidental. Este curso de água continua na Índia como o rio Brahmaputra e em Bangladesh como o rio Jamuna, servindo como uma fonte de água crucial para essas regiões. 

## Críticas
O projeto enfrentou resistência de várias partes, incluindo organizações ambientais, nações a jusante e grupos de direitos humanos tibetanos. Desenvolvimentos hidrelétricos semelhantes no Tibete já provocaram protestos, incluindo manifestações recentes contra o projeto da Represa Kamtok no Rio Drichu/Yangtze, que levaram a mais de 1.000 prisões. A Índia e o Bangladesh também manifestaram apreensão quanto aos potenciais efeitos do projecto nos seus recursos hídricos. 

### Impacto cultural e deslocamento
As organizações de direitos humanos tibetanas caracterizaram o projeto como um exemplo de exploração de recursos em detrimento do património cultural budista e das comunidades locais. 

### Ambiental
Organizações ambientais identificaram diversas potenciais consequências ecológicas do projeto. Muitos expressaram preocupação sobre o impacto do projeto na biodiversidade do Planalto Tibetano. A região que será impactada pela barragem é reconhecida como uma das áreas ecologicamente mais diversas do Tibete, o que gera receios sobre a perturbação do ecossistema. 
Espera-se que a construção da barragem altere significativamente os padrões de fluxo de água a jusante e impacte a biodiversidade local. A localização do projeto numa zona sismicamente activa e propensa a deslizamentos de terras levantou preocupações adicionais de segurança, uma vez que a massa de água da reserva poderia influenciar a estabilidade geológica.  A topografia íngreme e estreita do desfiladeiro fez com que especialistas geológicos alertassem sobre o aumento dos riscos de deslizamentos de terra. Em 2022, engenheiros do gabinete geológico provincial de Sichuan destacaram especificamente os perigos de “deslizamentos de terras e fluxos de lama e rochas induzidos por terramotos” como ameaças significativas à estabilidade do projecto. 
A mídia estatal chinesa caracterizou o projeto como ambientalmente consciente, enfatizando seu papel no avanço dos objetivos de neutralidade climática de Pequim, ao mesmo tempo em que promove o desenvolvimento econômico regional. As autoridades chinesas sustentaram que o projeto terá um impacto ambiental mínimo, embora as avaliações de impacto específicas ainda não tenham sido publicadas. 

### Segurança hídrica
O projeto gerou apreensão entre as nações a jusante em relação à segurança hídrica. Especialistas em hidrologia traçaram paralelos com projetos anteriores de barragens da China no Rio Mekong, onde o controle da água a montante foi associado ao aumento da frequência e da gravidade da seca nas regiões a jusante nos últimos vinte anos. Os críticos observaram que a Índia e o Bangladesh poderiam enfrentar o acesso comprometido à água, a perturbação da biodiversidade e a erosão das margens dos rios, semelhantes aos enfrentados pela Tailândia, Vietnã e Camboja devido aos anteriores projetos hidroeléctricos chineses. 
Uma análise de 2020 do Instituto Lowy indicou que o controle da China sobre os rios do Planalto Tibetano poderia potencialmente proporcionar uma alavancagem geopolítica significativa sobre a economia da Índia. 